# Feliciano Purrán

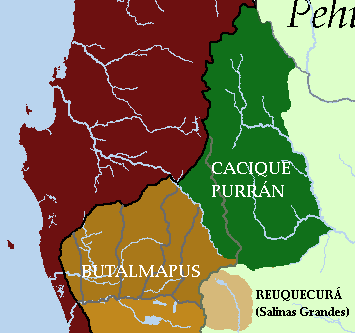
Cacicazgos de Purrán y Reuquecurá.

Feliciano Purrán fue un poderoso toqui pehuenche del siglo XIX.
Principal cacique pehuenche, dominaba un territorio que abarcaba las tierras entre el río Agrio y el Barrancas hasta Añelo. Era aliado de los manzaneros de Valentín Sayhueque. Ubicaba las tolderías de sus caciques vasallos en los pasos cordilleranos para dominar las rutas comerciales. Estaba casado con una hija del cacique arribano Quilapán y era aliado de Calfucurá, estableciendo los tres un eje muy poderoso.
Su apogeo lo vivió en las décadas de 1860 y 1870, reuniendo en sus parlamentos 27 caciques menores, 75 capitanejos y 1600 conas (guerreros). Poseía veinte a treinta mil cabezas de ganado vacuno. Según Julio Argentino Roca, autoridades chilenas le pagaban para ser nominalmente fiel a su gobierno y lanzar malones contra las poblaciones argentinas, robando ganado que después vendía barato en Chile. Sin embargo, el propio Purrán afirmaba disponer de 5000 a 6000 guerreros. Era considerado "chilenófilo" junto a Santiago Reuquecurá Por el contrario Valentín Sayhueque era considerado "argentinófilo" y los gobiernos argentinos se esforzaron en empoderarlo en la zona.
Durante la Conquista del Desierto cuando muchos caciques prefirieron rendirse ante la superioridad tecnológica de los argentinos él decidió luchar. En 1875 fue capturado por tropas del general Conrado Villegas y enviado a la isla Martín García, hacia 1880 logró que un militar lo llevara a Ranquilón a cambio de mostrarle una mina de plata. Huyó a la Araucanía, donde permaneció oculto sin volver a saberse de él. Su captura había supuesto un duro golpe a la resistencia indígena, dificultando la unidad entre las tribus a ambos lados de los Andes.